# Secondo assedio di Pontevico
Il secondo assedio di Pontevico fu una battaglia combattuta fra i milanesi e i veneziani per il controllo del Castello di Pontevico, durante la quinta fase delle guerre di Lombardia. 

## Antefatti
Nel corso della quinta fase delle guerre di Lombardia, nel giugno 1452 Pontevico era stata assediata e occupata dai milanesi guidati dallo Sforza. Tuttavia, prima dell'inverno i veneziani erano riusciti a passare l'Oglio e, a partire da marzo 1453, guidati da Jacopo Piccinino, avevano contrattaccato riconquistando gran parte della Bassa Bresciana e giungendo ai piedi della rocca di Pontevico il 25 maggio, mentre il duca era posizionato molto distante dal castello.

## Le forze in campo

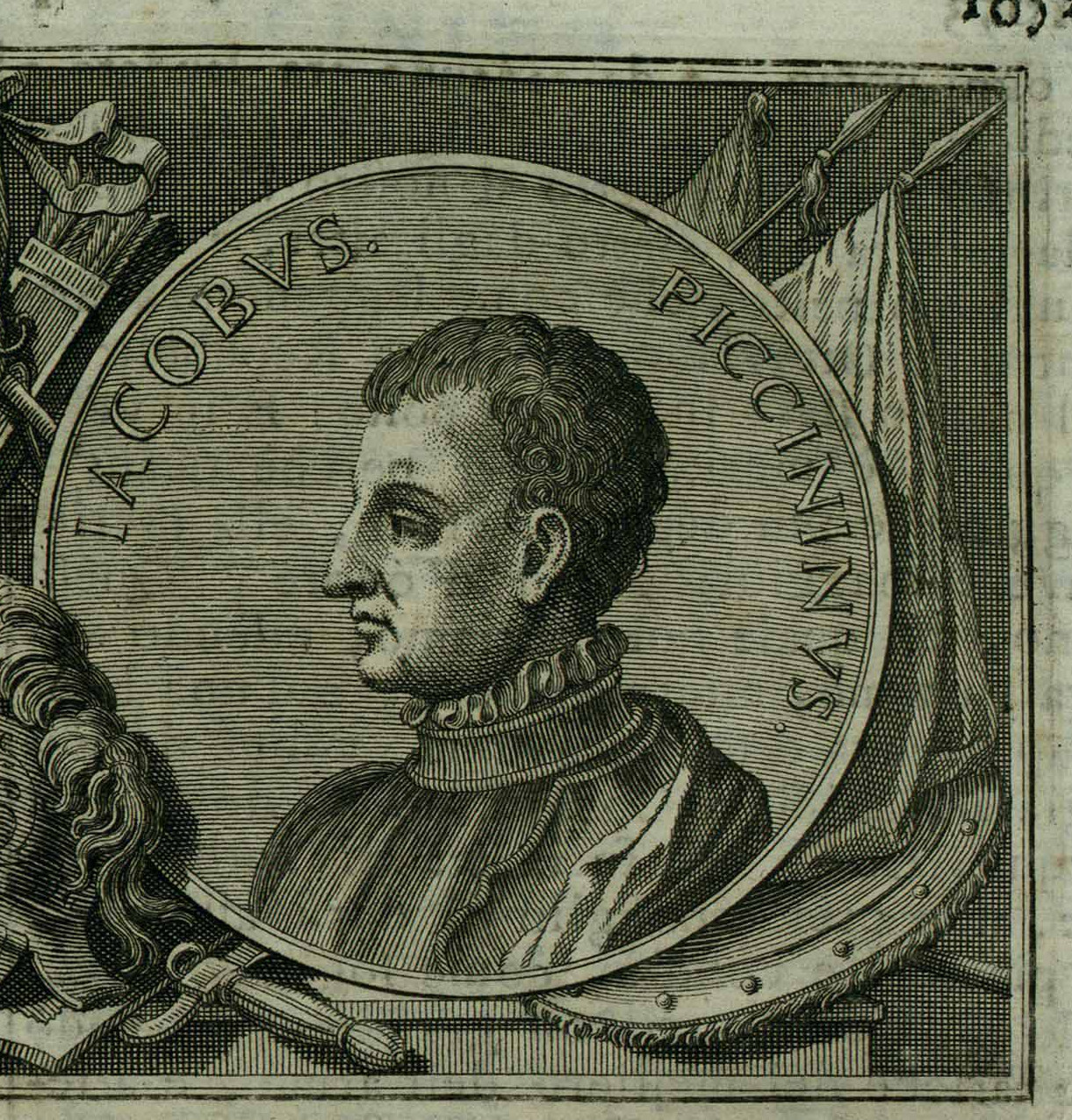
Jacopo Piccinino, comandante dell'esercito veneziano.

### I milanesi
Lo Sforza prima dell'inverno aveva disposto 500 uomini all'interno della rocca, i quali durante la pausa invernale avevano riportato il castello come prima dell'assedio.

### I veneziani
Jacopo Piccinino, secondo le fonti di Angelo Berenzi, poteva disporre di almeno 5000 fanti.

## La battaglia
Il Piccinino il 25 maggio dispose le bombarde rivolte verso il castello e fece accampare i suoi uomini lungo entrambe le sponde dell'Oglio, facendo partire un assedio. Lo scopo del generale veneziano era quello di far cadere Pontevico prima che potessero arrivare i rinforzi guidati dallo Sforza.
Tuttavia il duca, appena venuto a sapere dell'assedio, si recò a Cremona e raccolse diversi uomini in quanto non disponeva di un esercito numeroso, per poi dirigersi verso la rocca di Seniga, dove al contrario poteva unirsi con un buon numero di soldati per poi difendere Pontevico. Era suo intento, una volta vicino a Pontevico, passare l'Oglio e penetrare nello schieramento veneziano da Robecco d'Oglio.
Tuttavia, mentre lo Sforza aveva appena lasciato Cremona, erano già passati quattro giorni di assedio, con continui attacchi durante giorno e notte. La mattina del 29 maggio, per eccitare le sue genti all'impresa, Piccinino disse ai soldati che, caduta Pontevico, avrebbero avuto l'occasione di saccheggiarla e vendicarsi dei nemici come volessero. I soldati veneziani spostarono tutte le armi pesanti vicino a una torre del castello e, tutti insieme, lanciarono un assalto verso quel solo punto della rocca; venne aperta un'enorme apertura grazie alla quale poterono entrare a Pontevico.

## Conseguenze
I soldati veneziani entrati a Pontevico saccheggiarono il paese; i soldati milanesi vennero in parte fatti prigionieri, mentre i più sfortunati vennero uccisi e gettati nell'Oglio.
Nei giorni successivi, il Piccinino tentò invano di lanciare ulteriori attacchi contro lo Sforza per poi perdere, in agosto, l'importante centro di Ghedi. In autunno giunsero in Lombardia i rinforzi provenienti da Francia e Toscana tanto che il duca riuscì a congiungersi con il conte d'Angiò e a lanciare un nuovo massiccio attacco, che portò alla caduta di Pontevico che non venne più ripresa.
L'anno successivo, con la Pace di Lodi, le potenze della penisola redisegnarono i confini tra gli Stati Italiani e Pontevico tornò definitivamente sotto il controllo veneziano, divenendo un importante porto fluviale per la Serenissima.